# Bataille de Gibeon
Pour les articles homonymes, voir Gibeon (homonymie).
 (octobre 2022).
Si vous disposez d'ouvrages ou d'articles de référence ou si vous connaissez des sites web de qualité traitant du thème abordé ici, merci de compléter l'article en donnant les références utiles à sa vérifiabilité et en les liant à la section « Notes et références ».
Première Guerre mondiale
Batailles
Front africain
- Laï (8-1914)
- Sandfontein (9-1914)
- Tanga (11-1914)
- Naulila (12-1914)
- Jassin (1-1915)
- Gibeon (4-1915)
- Bukoba (6-1915)
- Mongua (8-1915)
- Salaita (2-1916)
- Beringia (5-1916)
- Negomano (11-1917)

Front d'Europe de l'Ouest
Front italien
Front d'Europe de l'Est
Front des Balkans
Front du Moyen-Orient
Bataille de l'Atlantique
La bataille de Gibeon fut livrée les 25 et 26 avril 1915, en Namibie, pendant la campagne du Sud-Ouest africain, durant la Première Guerre mondiale (1914-1918). Elle opposa les troupes sud-africaines commandées par le brigadier-général sir Duncan Mackenzie à l'armée allemande. Cette dernière subit un revers décisif perdant le quart de ses effectifs, toute son artillerie et 4 de ses 6 mitrailleuses Maxim. Les Sud-Africains déplorèrent la mort de 24 d'entre eux et eurent 66 blessés.

## Sources
1. ↑  Tony Jaques, Dictionary of Battles and Sieges : A Guide to 8,500 Battles from Antiquity Through the Twenty-first Century [3 Volumes], 2006, 1432 p. (ISBN 9780313027994, lire en ligne), p. 393